# Ahmed Awad Ibn Auf
Trung tướng Ahmed Awad Ibn Auf (sinh ~ 1954)  tiếng Ả Rập: أحمد عوض بن عوف) là một tướng quân và chính trị gia người Sudan hiện đang giữ chức vụ Nguyên thủ quốc gia Sudan de facto sau khi tham gia cuộc đảo chính năm 2019. Auf trước đây từng là Phó Tổng thống đầu tiên của Sudan từ tháng 2 năm 2019 đến tháng 4 năm 2019.

## Sự nghiệp quân sự và chính phủ
Auf trước đây từng là Trưởng phòng Tình báo Quân đội, đồng thời là Chủ tịch Hội đồng Tham mưu trưởng Liên quân trước khi ông được thuyên giảm vào tháng 6 năm 2010 như là một phần của một cuộc chấn động quân sự lớn. Sau khi thực hiện nghĩa vụ quân sự, ông là Đại sứ Sudan tại Oman.
Auf nằm trong danh sách các cá nhân bị Hoa Kỳ trừng phạt vào tháng 5 năm 2007 do vai trò là người liên lạc giữa chính phủ Sudan và Janjaweed trong Chiến tranh Darfur và mối quan hệ thân thiết với Iran. Có những cáo buộc đáng tin cậy rằng Auf đã phối hợp các hoạt động janjaweed dẫn đến các cuộc tấn công ném bom bằng máy bay Antonov vào dân thường, các ngôi làng bị tấn công, buộc phải di dời và cưỡng hiếp tập thể (Tawila, North Darfur). 
Vào ngày 23 tháng 8 năm 2015, ông được Tổng thống Omar al-Bashir bổ nhiệm làm Bộ trưởng Quốc phòng Sudan.